# 1555 no Brasil
Esta é uma cronologia dos fatos acontecimentos de ano 1555 no Brasil.

## Eventos
- 10 de novembro: Estabelecimento de uma colônia francesa na baía de Guanabara por Nicolas Durand de Villegagnon, a chamada França Antártica.